# صناء التبغ
صناء التبغ (الاسم العلمي: Peronospora hyoscyami f.sp. tabacina)، هو أحد مسببات الأمراض النباتية التي تصيب التبغ وتسبب العفن الأزرق. تنتمي إلى طلائعيات بيضية (مُتَعضّي يشبه الفطريات) وهو مدمر للغاية للنباتات البذرية. وهو منتشر جدًا في المناطق الزراعية الرطبة، مثل جنوب شرق وشرق الولايات المتحدة وكندا والبلدان المتاخمة لمنطقة البحر الكاريبي. تم التعرف على المرض لأول مرة في عام 1921 في فلوريدا وجورجيا. وبعد عشر سنوات من اكتشافه، عُثر على نفس المرض مرة أخرى في نفس المنطقة من الولايات المتحدة. وبدأ المرض ينتشر في فرجينيا، وماريلاند، وكارولينا الشمالية. وبعد سنوات قليلة، وصل المرض إلى ولايتي كنتاكي وتينيسي. في عام 1960، انتشر وباء العفن الأزرق في نحو أحد عشر دولة. وبلغت الخسائر ما يقرب من خمسة وعشرين مليون دولار، أي أصاب ما يقرب من ثلاثين بالمائة من نباتات التبغ في ذلك الوقت. في كل عام، يتم إدخال صناء التبغ العفن الأزرق على شكل أبواغ تحملها الرياح من خارج المنطقة عن طريق تنقيل النباتات مصابة.